# HMS Juno (1895)
HMS Juno – krążownik pancernopokładowy typu Eclipse, zbudowany dla Royal Navy pod koniec lat 90. XIX wieku. Uczestniczył w I wojnie światowej, służąc na wielu teatrach działań wojennych, a w 1920 roku został sprzedany na złom.

## Projekt i budowa
HMS „Juno” był jednym z dziewięciu zbudowanych w latach 1896-99 krążowników pancernopokładowych typu Eclipse, które były bezpośrednim następcą krążowników typu Astraea. Miały większe rozmiary i wyporność, otrzymały silniejsze uzbrojenie i opancerzenie przy zachowaniu podobnej do poprzedników prędkości.
Stępkę okrętu położono w stoczni Naval Construction & Armaments Co. w Barrow-in-Furness 22 czerwca 1894 roku, a wodowanie odbyło się 16 listopada 1895 roku.

## Dane taktyczno-techniczne
HMS „Juno” miał wyporność 5690 t (5600 długich ton) przy długości całkowitej 113,7 m, szerokości 16,3 m i zanurzeniu 6,25 m. Był napędzany dwoma trójcylindrowymi pionowymi maszynami parowymi potrójnego rozprężania, z których każda poruszała jedną śrubę napędową. Parę dostarczało 8 opalanych węglem kotłów. Silniki osiągały moc 8000 KM, co dawało prędkość 18,5 węzła (na próbach przy przeciążeniu maszyn osiągnięto 19,5 węzła przy 9600 KM). Normalny zapas węgla wynosił 550 t, a maksymalnie okręt mógł zabrać niemal dwa razy więcej paliwa, bo 1075 ton. Załoga okrętu składała się z 393 oficerów i marynarzy.
Krążownik był uzbrojony początkowo w pięć pojedynczych dział kal. 152 mm (6 cali), sześć dział kal. 120 mm (4,7 cala), sześć dział trzyfuntowych (47 mm) i trzy wyrzutnie torped kal. 450 mm (18 cali). Po modernizacji, przeprowadzonej w latach 1903-1905, uzbrojenie okrętu przedstawiało się następująco: jedenaście dział kal. 152 mm, dziewięć dział dwunastofuntowych (76 mm), siedem dział trzyfuntowych (47 mm) i trzy wyrzutnie torped kal. 450 mm. W trakcie I wojny światowej uzbrojenie ograniczono do dziewięciu dział kal. 152 mm, czterech dział 76 mm i jednego działa 47 mm, pozostawiając uzbrojenie torpedowe bez zmian. Pancerz pokładowy miał grubość od 38 do 76 mm (1,5 - 3 cale), wieża dowodzenia miała ściany grubości do 152 mm, zaś maszynownię chroniły płyty o grubości 152 mm. Działa artylerii głównej były chronione osłonami o grubości 76 mm.

## Służba

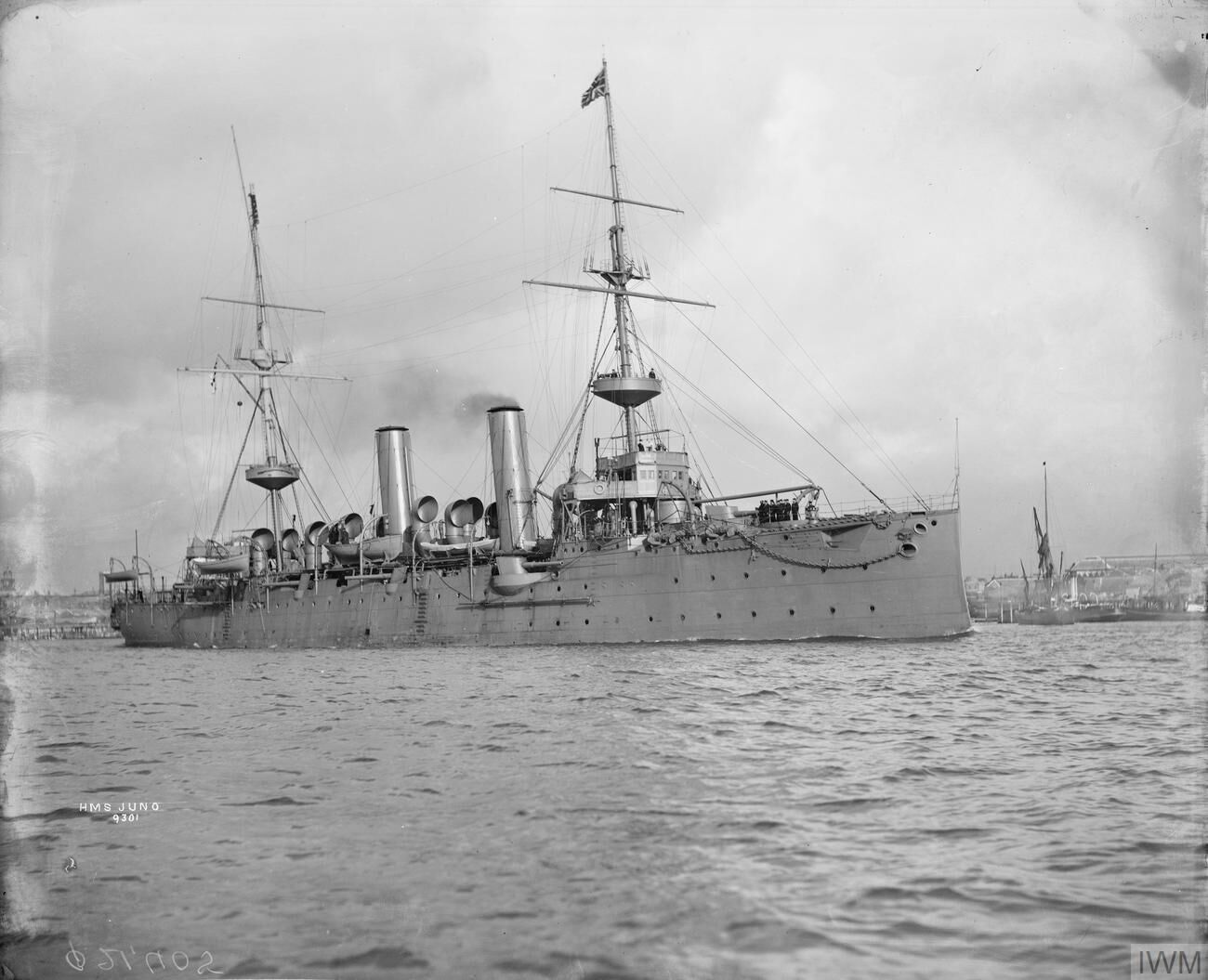
HMS „Juno” w okresie I wojny światowej

HMS „Juno” został wcielony do służby w Royal Navy 16 czerwca 1897 roku. W 1901 jego dowódcą został captain Henry Peter Routh. W marcu 1901 roku okręt należał do eskorty królewskiego jachtu HMS „Ophir” z przyszłym królem Jerzym V i przyszłą królową Marią na pokładzie w rejsie dookoła świata. W maju 1902 roku okręt przeszedł remont w Portsmouth, po którym jego dowództwo objął captain David Beatty. 16 sierpnia 1902 roku krążownik wziął udział rewii koronacyjnej Edwarda VII w Spithead, po czym został skierowany na Morze Śródziemne. Następnie, do 1909 roku, krążownik wchodził w skład Floty Kanału, a w latach 1909-1910 służył w 2. Eskadrze Okrętów Liniowych Home Fleet. W latach 1910–1912 okręt wchodził w skład 3 Floty, stacjonując w Portsmouth i Nore, a w 1912 roku zasilił 4 Flotę. Następnie służył w 7. Eskadrze Okrętów Liniowych. 
W momencie wybuchu I wojny światowej HMS „Juno” (wraz z bliźniaczymi HMS „Doris”, HMS „Isis”, HMS „Minerva” i HMS „Venus”) wchodził w skład 11. Eskadry Krążowników (będąc okrętem flagowym kontradmirała Geoffreya Hornby’ego), której zadaniem była ochrona żeglugi na zachód od Irlandii. Od lipca 1915 roku krążownik operował w Zatoce Perskiej (m.in. wziął udział w potyczce pod Buszehr), a koniec wojny zastał go w Indiach. Okręt powrócił do metropolii, stacjonując w Nore. Sprzedano go na złom 26 lutego 1920 roku. 